# Nirvana (film 2008)
Nirvana (Нирвана) è un film del 2008 diretto da Igor' Vološin.

## Trama
Il film racconta di una ragazza di nome Alisa che va a San Pietroburgo. I suoi vicini sono una ragazza di nome Vėl e il suo ragazzo. Vėl è un barista in una discoteca e fa affidamento solo su se stesso. All'improvviso rimane senza il suo ragazzo e si rende conto che le è rimasta solo Alisa.